# Kleinkastell Rötelsee
Das Kleinkastell Rötelsee war eine römische Fortifikation des Obergermanischen Limes, der im Jahre 2005 den Status des UNESCO-Weltkulturerbes erlangte. Das Kleinkastell wurde nahe der römischen Reichsgrenze errichtet und befindet sich heute auf der Gemarkung Welzheim, einer Stadt im Rems-Murr-Kreis in Baden-Württemberg. Rötelsee ist in die Typologie der provinzialrömischen Forschung eingegangen. Der Name wird heute auf alle ähnlich strukturierten Anlagen an der römischen Reichsgrenze verwendet. Herausragend war auch der Fund von Münzen aus der Zeit des Kaisers Gallienus (253–260), die den Untergang der Befestigung in die Spätzeit des Limesfalls legen.

## Lage und Forschungsgeschichte
Das auf einer Anhöhe rund 1,5 Kilometer nördlich des Westkastells von Welzheim errichtete Kleinkastell liegt an einer 80 Kilometer langen, fast genau in Nord-Süd-Richtung laufenden Strecke des Limes. Bereits die Reichs-Limeskommission (RLK) unter Gustav Sixt (1856–1904) untersuchte 1895 die Wehrmauern der in der Flur Ländlesäcker liegenden Anlage, die rund 40 Meter hinter den römischen Grenzanlagen errichtet wurde. Doch erst die Ausgrabung des Landesdenkmalamtes Baden-Württemberg im Herbst 1974, durchgeführt im Rahmen der Flurbereinigung und unter der Leitung des Archäologen Dieter Planck, brachte vollständige Klarheit über den Grundriss dieser kleinen steinernen Befestigung. Dabei wurde erstmals am obergermanisch-rätischen Limes die kleinste Form dieser Variante einer Grenzgarnison flächig untersucht. Nach der Ausgrabung wurde das Kleinkastell vom Flurbereinigungsamt Schorndorf und der Stadt Welzheim für die Öffentlichkeit sichtbar konserviert.

## Baugeschichte

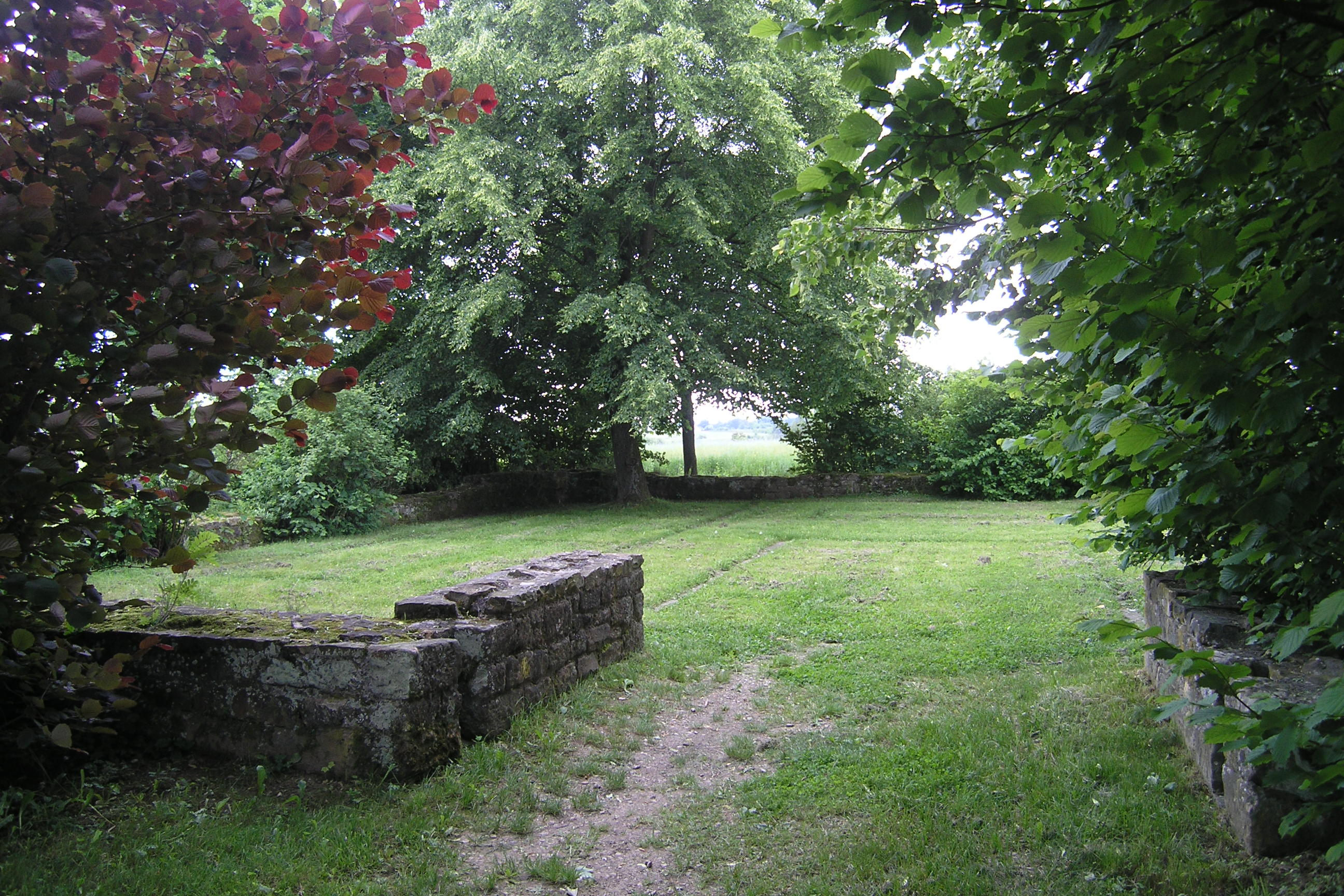
Kleinkastell Rötelsee

Die ausgezeichnete Wahl des Platzes auf einer beherrschenden Anhöhe ermöglichte eine sehr gute Kontrolle des weiten Limesvorfeldes und der nach Norden laufenden Holzpalisade mit ihren Türmen. Anhand von Kleinfundgut, in erster Linie aufgefundene Keramik, wird davon ausgegangen, dass dieser von zehn bis zwanzig Soldaten besetzte Stützpunkt vermutlich erst im späten 2. Jahrhundert errichtet worden ist. Vielleicht gehört er in seiner Zeitstellung auch zu jener letzten Ausbauphase des Limes, in der auch das Kleinkastell „In der Harlach“ entstand. Im Gegensatz zu diesem besitzt Rötelsee, wie die meisten Kleinkastelle, jedoch kein Fahnenheiligtum. Daher wird als Truppe eine abkommandierte Einheit angenommen, die wahrscheinlich aus Welzheim stammte. Die auffällige Nähe der beiden dortigen Kastelle könnte diesen Schluss zulassen. Bemerkenswert ist auch die größenmäßige und im Grundriss optische Verwandtschaft mit dem 4,5 Kilometer nördlich gelegenen Kleinkastell Ebnisee sowie dem ebenfalls an Vorderen Limes entdeckten Kleinkastell Hankertsmühle.
Das 18,5 × 18,5 Meter (= 324 m²) große quadratische Kleinkastell wird von einem bis zu zwei Meter breiten Spitzgraben, der an dem einzigen einspurigen Zugang aussetzt, umgeben. Die umfassenden Wehrmauern sind rund einen Meter breit. Das Tor besitzt keinen Turm, sondern einspringende Zungenmauern, wie sie auch an Einlässen des älteren, um 115 oder 140 n. Chr. erbauten Ostkastells von Welzheim beobachtet wurden.
An den beiden Stellen, an denen der Graben vor der Zufahrt aussetzt, stießen die Ausgräber auf je eine Grube. Es wurde vermutet, dass dies die Überbleibsel einer möglichen Verriegelung gewesen sind. An der Innenseite der Mauer wurden ringsherum Pfostenlöcher aufgedeckt, die zu einem ehemaligen Wehrgang gehörten. Die hölzerne Innenbebauung gruppiert sich im Karree nach Süden, Norden und Westen um einen gepflasterten Innenhof in der Kastellmitte und setzt nur im Osten, wo sich der Eingang und die Prätorialfront (Vorderfront) Richtung Limes befindet, aus. Der Hof besaß einen Porticus, einen überdachten Umgang. An seiner westlich gelegenen Stirnseite, unter dem Porticus gelegen, wurde eine große Herdstelle aufgedeckt. Die Untersuchung der in Schwellbauweise errichteten Innenbebauung ergab, dass es dort zwei bzw. drei fast gleich große Räume gegeben hat. An der Südostecke konnte ein vom Innenhof führender Drainagekanal freigelegt werden, der durch die Wehrmauer zum Graben reichte.
Rötelsee soll bis zur Aufgabe des Limes nach der Mitte des 3. Jahrhunderts bestanden haben. Kleinkastelle gehörten neben den Türmen zu den wesentlichen Stützpunkten der römischen Truppe direkt hinter dem Limes. Ihre Nutzung ist in der Regel jedoch unbekannt. Es wird angenommen, dass die unbekannte Einheit des Kleinkastells Rötelsee für die Überwachung eines Limesabschnitts zuständig war.
Als Fundgut konnten unter anderem eine Fibel, ein Anhänger in Phallusform sowie Münzen geborgen werden. Eine dieser Münzen stammte noch aus republikanischen Zeiten und wurde als Denar der 11. Legion von Marcus Antonius geprägt, der mit diesem Geld die Truppe auf seine Seite bringen wollte. Zudem wurden in Rötelsee und am Kleinkastell Haselburg die jüngsten Münzen des Vorderen Limes entdeckt. Sie entstanden während der Regierungszeit des Kaisers Gallienus (253–260). Der Archäologe Egon Schallmayer stellte fest, dass der Haselburger Antoninian des Gallienus frühestens 259 geprägt wurde.
Im Zuge des Limesfalls, der 259/260 n. Chr. in der Aufgabe der Agri decumates (Dekumatland) mündete, wurden die noch bestehenden römischen Grenzanlagen von den Truppen geräumt, wenn sie nicht schon zuvor gewaltsam zerstört worden waren.

## Zu Funktion und Datierung
Planck fasste eine Reihe sich in Größe, Bauweise und Entfernung vom Grenzwall ähnelnder Anlagen von Kleinkastellen am obergermanischen Limes unter der Bezeichnung Feldwachen vom Typus Rötelsee zusammen. Anhand datierbarer Funde in von ihm untersuchten Anlagen geht er davon aus, dass dieser Typus vermutlich erst im späten 2. Jahrhundert entstanden sei. Der Archäologe Andreas Thiel datiert diesen Kastelltyp sogar noch jünger, in die späte Limeszeit. Die Reduzierung der Truppen zu diesem Zeitpunkt habe eine Umorganisation der Grenzüberwachung nach sich gezogen. An die Stelle der ständig besetzten Turmstellen seien nun die Kleinkastelle dieses Typus getreten, um die Überwachung der Grenze mit einer Mannschaftsstärke zu bewältigen, die zur Besetzung der Turmstellen nicht mehr genügt hätte.

## Limesverlauf
zwischen dem Kleinkastell Rötelsee und den Kastellen von Welzheim 
| ORL        | Name/Ort                            | Beschreibung/Zustand |
| ---------- | ----------------------------------- | --- |
| KK         | Kleinkastell Rötelsee               | siehe oben |
|            | Kleinkastell Rötelsee, Limesverlauf | Im Zuge der Ausgrabung des Kleinkastells wurde 1974 östlich davon auch der jüngere Große Graben und die vorgelagerte ältere Palisade angeschnitten. Beide Grenzanlagen fluchteten in Richtung Süden. Offen blieb jedoch der weitere Verlauf des Limes über mehrere Kilometer bis in den Welzheimer Süden. Da das Ostkastell von Welzheim sowie Teile des dortigen Vicus bei einer geradlinigen Fluchtung der bekannten Limesenden bereits im Barbaricum gelegen hätten, ging man davon aus, dass die Grenze in diesem Bereich offenbar nach Osten hin eine Ausbuchtung besessen haben muss, um alle römischen Anlagen hinter den Limes zu bringen. Um dieses Rätsel zu erhellen, wurde unter der Leitung des Archäologen Marcus G. Meyer im Oktober 2015 genau 90 Meter südlich des Kleinkastells ein Suchschnitt angelegt, um die These zu überprüfen, ob ein alter Feldweg, der den Limes über viele Kilometer begleitet und früher an der zu untersuchenden Stelle nach Südosten abknickte, wohl auch hier dem römischen Grabenverlauf folgte. Tatsächlich wurde der Große Graben an der mutmaßlichen Stelle entdeckt, womit nun ein Limesknick um 36 Grad südlich des Kleinkastells nachgewiesen ist. Den Spitzgraben, der an dieser Stelle noch 2,30 Meter tief und 5,80 Meter breit erhalten war, hatten die Römer an seiner Sohle in den anstehenden Sandstein geschlagen. Rund einen Meter über der Sohle wurde eine dünne Schicht aus Holzkohle aufgenommen und mit Hilfe der Radiokarbonmethode in die Zeit von 653 bis 768 n. Chr. datiert. Damit ist gesichert, dass der Graben noch mindestens bis in das Frühmittelalter als deutlich sichtbare Landmarke bestand. Anders jedoch verhielt es sich mit der älteren Palisade. Ihr Graben wurde in dem Schnitt mit noch 1,25 Metern Tiefe eingemessen. Die Palisade verlief weiter schnurgerade nach Süden, wobei ihre weitere Fluchtung durch Welzheim immer noch unbekannt ist. Die in den Rahmen eines Projekts der Deutschen Forschungsgemeinschaft zu den Welzheimer Militäranlagen eingebettete Untersuchung macht deutlich, dass die Palisade hier offensichtlich aufgegeben worden ist und der Graben als Ersatz für die ältere hölzerne Grenzziehung errichtet worden ist, den der Graben schneidet die Palisade bei diesem Limesknick eindeutig. |
| Wp 9/129   | Untere Rötelwiesen                  | Mögliche Turmstelle, die Eduard Paulus (1837–1907) anhand von heute nicht näher lokalisierbaren Spuren beschrieb |
| Wp 9/130   | Steinbeis                           | Auch auf diese mögliche Turmstelle, die auf einer Höhe südlich von den Rötelwiesen gelegen haben mag, ging Paulus ein, gab jedoch weder eine genauere Beschreibung noch die Lage an. |
| Wp 9/131   | Welzheim                            | Die mutmaßliche Turmstelle wurde von der Reichs-Limeskommission lediglich vermutet. Befunde wie Mauern sowie Fundmaterial aus dem Umfeld rechnete sie dem Welzheimer Kastelldorf zu. Das Areal wird heute als Wiese genutzt. |
| ORL 45/45a | Kastelle von Welzheim               | siehe Hauptartikel Kastelle von Welzheim |

## Denkmalschutz
Das Kleinkastell Rötelsee und die erwähnten Bodendenkmale sind als Abschnitt des Obergermanisch-Rätischen Limes seit 2005 Teil des UNESCO-Welterbes. Außerdem sind die Anlagen Kulturdenkmale nach dem Denkmalschutzgesetz des Landes Baden-Württemberg (DSchG). Nachforschungen und gezieltes Sammeln von Funden sind genehmigungspflichtig, Zufallsfunde an die Denkmalbehörden zu melden.